# Alonso Vásquez
Alonso Vázquez (Toledo, 1554 - Andújar, 1615) was een militair en schrijver uit Spanje.

## Levensloop
Hij was kapitein van de piekeniers in Bretagne en van de kruisboogschutters in de Armada Real del Mar Océano. Later werd hij gouverneur van de citadel van Jaca en van het Aljafería van Zaragoza.

## Oeuvre
- Los Sucesos de Flandes y Francia del tiempo de Alejandro Farnese, 1614 (gepubliceerd in 1879-80).